# Bence Halász
Bence Halász (Kiskunhalas, 4 de agosto de 1997) es un deportista húngaro que compite en atletismo, especialista en la prueba de lanzamiento de martillo.
Participó en dos Juegos Olímpicos de Verano, en los años 2020 y 2024, obteniendo una medalla de plata en París 2024, en el lanzamiento de martillo.
Ganó dos medallas de bronce en el Campeonato Mundial de Atletismo, en los años 2019 y 2023, y tres medallas en el Campeonato Europeo de Atletismo entre los años 2018 y 2024.

## Palmarés internacional
| Juegos Olímpicos   | Juegos Olímpicos   | Juegos Olímpicos  | Juegos Olímpicos |
| Año                | Lugar              | Medalla           | Prueba           |
| ------------------ | ------------------ | ----------------- | ---------------- |
| 2024               | París (Francia)    | Medalla de plata  | Martillo         |
| Campeonato Mundial |                    |                   |                  |
| Año                | Lugar              | Medalla           | Prueba           |
| 2019               | Doha (Catar)       | Medalla de bronce | Martillo         |
| 2023               | Budapest (Hungría) | Medalla de bronce | Martillo         |
| Campeonato Europeo |                    |                   |                  |
| Año                | Lugar              | Medalla           | Prueba           |
| 2018               | Berlín (Alemania)  | Medalla de bronce | Martillo         |
| 2022               | Múnich (Alemania)  | Medalla de plata  | Martillo         |
| 2024               | Roma (Italia)      | Medalla de plata  | Martillo         |